# Öttusa-világbajnokok listája

Az alábbi táblázatok az öttusa világbajnokait tartalmazzák.

## Férfiak
| Év, helyszín        | Egyéni                  | Egyéni         | Csapat                                                          | Csapat        | Váltó                                                   | Váltó             |
| 1949 Stockholm      | Tage Bjurfeldt          | Svédország     | Lars Hall, Tage Bjufeldt, Gösta Gärdin                          | Svédország    | Nem rendezték meg                                       | Nem rendezték meg |
| 1950 Bern           | Lars Hall               | Svédország     | Lars Hall, Bertil Haase, Thor Henning                           | Svédország    | Nem rendezték meg                                       | Nem rendezték meg |
| 1951 Helsingborg    | Lars Hall               | Svédország     | Torsten Lindgren, Sune Wehlin, Lars Hall                        | Svédország    | Nem rendezték meg                                       | Nem rendezték meg |
| 1953 San Domingo    | Benedek Gábor           | Magyarország   | Torsten Lindgren, Per-Ove Nilsson, Lars Hall                    | Svédország    | Nem rendezték meg                                       | Nem rendezték meg |
| 1954 Budapest       | Björn Thofelt           | Svédország     | Szondy István, Benedek Gábor, Tasnádi Károly                    | Magyarország  | Nem rendezték meg                                       | Nem rendezték meg |
| 1955 Zürich         | Konsztantin Szalnyikov  | Szovjetunió    | Szondy István, Kovácsi Aladár, Ferdinandy Géza                  | Magyarország  | Nem rendezték meg                                       | Nem rendezték meg |
| 1957 Stockholm      | Igor Novikov            | Szovjetunió    | Igor Novikov, Alekszandr Taraszov, Nyikolaj Tatarinov           | Szovjetunió   | Nem rendezték meg                                       | Nem rendezték meg |
| 1958 Aldershot      | Igor Novikov            | Szovjetunió    | Igor Novikov, Alekszandr Taraszov, Nyikolaj Tatarinov           | Szovjetunió   | Nem rendezték meg                                       | Nem rendezték meg |
| 1959 Hershey        | Igor Novikov            | Szovjetunió    | Igor Novikov, Alekszandr Taraszov, Nyikolaj Tatarinov           | Szovjetunió   | Nem rendezték meg                                       | Nem rendezték meg |
| 1961 Moszkva        | Igor Novikov            | Szovjetunió    | Igor Novikov, Ivan Gyerjugin, Borisz Pahomov                    | Szovjetunió   | Nem rendezték meg                                       | Nem rendezték meg |
| 1962 Mexikóváros    | Eduard Zdobnyikov       | Szovjetunió    | Igor Novikov, Eduard Zdobnyikov, Valerij Picsuskin              | Szovjetunió   | Nem rendezték meg                                       | Nem rendezték meg |
| 1963 Magglingen     | Balczó András           | Magyarország   | Balczó András, Móna István, Török Ferenc                        | Magyarország  | Nem rendezték meg                                       | Nem rendezték meg |
| 1965 Lipcse         | Balczó András           | Magyarország   | Balczó András, Móna István, Török Ferenc                        | Magyarország  | Nem rendezték meg                                       | Nem rendezték meg |
| 1966 Melbourne      | Balczó András           | Magyarország   | Balczó András, Móna István, Török Ferenc                        | Magyarország  | Nem rendezték meg                                       | Nem rendezték meg |
| 1967 Jönköping      | Balczó András           | Magyarország   | Balczó András, Móna István, Török Ferenc                        | Magyarország  | Nem rendezték meg                                       | Nem rendezték meg |
| 1969 Budapest       | Balczó András           | Magyarország   | Borisz Onyiscsenko, Vjacseszlav Bjelov, Sztaszisz Szaparnisz    | Szovjetunió   | Nem rendezték meg                                       | Nem rendezték meg |
| 1970 Warendorf      | Kelemen Péter           | Magyarország   | Bakó Pál, Balczó András, Kelemen Péter                          | Magyarország  | Nem rendezték meg                                       | Nem rendezték meg |
| 1971 San Antonio    | Borisz Onyiscsenko      | Szovjetunió    | Leonyid Ivanov, Szergej Lukjanyenko, Borisz Onyiscsenko         | Szovjetunió   | Nem rendezték meg                                       | Nem rendezték meg |
| 1973 London         | Pavel Lednyev           | Szovjetunió    | Pavel Lednyev, Vlagyimir Smeljov, Borisz Onyiscsenko            | Szovjetunió   | Nem rendezték meg                                       | Nem rendezték meg |
| 1974 Moszkva        | Pavel Lednyev           | Szovjetunió    | Pavel Lednyev, Vlagyimir Smeljov, Borisz Onyiscsenko            | Szovjetunió   | Nem rendezték meg                                       | Nem rendezték meg |
| 1975 Mexikóváros    | Pavel Lednyev           | Szovjetunió    | Kancsal Tamás, Maracskó Tibor, Sasics Szvetiszláv               | Magyarország  | Nem rendezték meg                                       | Nem rendezték meg |
| 1977 San Antonio    | Janusz Pyciak-Peciak    | Lengyelország  | Janusz Pyciak-Peciak, Slawomir Rotkiewicz, Zbigniew Pacelt      | Lengyelország | Nem rendezték meg                                       | Nem rendezték meg |
| 1978 Jönköping      | Pavel Lednyev           | Szovjetunió    | Janusz Pyciak-Peciak, Slawomir Rotkiewicz, Zbigniew Pacelt      | Lengyelország | Nem rendezték meg                                       | Nem rendezték meg |
| 1979 Budapest       | Robert Nieman           | USA            | Robert Nieman, Michael Burley, John Fitzgerald                  | USA           | Nem rendezték meg                                       | Nem rendezték meg |
| 1981 Zielona Góra   | Janusz Pyciak-Peciak    | Lengyelország  | Janusz Pyciak-Peciak, Jan Olesinsky, Zbigniew Szula             | Lengyelország | Nem rendezték meg                                       | Nem rendezték meg |
| 1982 Róma           | Daniele Masala          | Olaszország    | Anatolij Sztarosztyin, Timur Doszimbetov, Jevgenyij Lipejev     | Szovjetunió   | Nem rendezték meg                                       | Nem rendezték meg |
| 1983 Warendorf      | Anatolij Sztarosztyin   | Szovjetunió    | Anatolij Sztarosztyin, Jevgenyij Zinkovszkij, Alekszej Haplomin | Szovjetunió   | Nem rendezték meg                                       | Nem rendezték meg |
| 1985 Melbourne      | Mizsér Attila           | Magyarország   | Anatolij Sztarosztyin, Igor Svarc, Anatolij Avgyejev            | Szovjetunió   | Nem rendezték meg                                       | Nem rendezték meg |
| 1986 Montecatini    | Carlo Masullo           | Olaszország    | Carlo Massulo, Daniele Masala, Cesare Toraldo                   | Olaszország   | Nem rendezték meg                                       | Nem rendezték meg |
| 1987 Moulins        | Joel Bouzou             | Franciaország  | Fábián László, Mizsér Attila, Martinek János                    | Magyarország  | Nem rendezték meg                                       | Nem rendezték meg |
| 1989 Budapest       | Fábián László           | Magyarország   | Fábián László, Mizsér Attila, Martinek János                    | Magyarország  | Kálnoki Kis Attila, Martinek János, Mizsér Attila       | Magyarország      |
| 1990 Lahti          | Gianlucca Tiberti       | Olaszország    | Anatolij Sztarosztyin, Vahtang Jagorasvili, Eduard Zenovka      | Szovjetunió   | German Juferov, Jurij Szergejev, Leonyid Vitoszlavszkij | Szovjetunió       |
| 1991 San Antonio    | Arkadiusz Skrzypaszek   | Lengyelország  | Eduard Zenovka, German Juferov, Alekszandr Boriszenko           | Szovjetunió   | Fábián László, Madaras Ádám, Kálnoki Kis Attila         | Magyarország      |
| 1992, Winterthur    |                         |                |                                                                 |               | Andrzej Gizinski, Dariusz Mejsner, Mateusz Nowicki      | Lengyelország     |
| 1993 Darmstadt      | Richard Phelps          | Nagy-Britannia |                                                                 |               | Fábián László, Kálnoki Kis Attila, Mizsér Attila        | Magyarország      |
| 1994 Sheffield      | Dmitrij Szvjatkovszkij  | Oroszország    | Sébastien Deleigne, Christopher Ruer, Frédéric Frontier         | Franciaország | Fábián László, Kálnoki Kis Attila, Martinek János       | Magyarország      |
| 1995 Bázel          | Dmitrij Szvjatkovszkij  | Oroszország    | Sárfalvi Péter, Hanzély Ákos, Kálnoki Kis Attila                | Magyarország  | Maciej Czyzowicz, Igor Warabida, Dariusz Mejsner        | Lengyelország     |
| 1997, Szófia        | Sebastien Deleigne      | Franciaország  | Kállai Ákos, Madaras Ádám, Sárfalvi Péter                       | Magyarország  | Scott Christie, Richard Connors, Vahktang Jagorachvili  | USA               |
| 1998 Mexikóváros    | Sebastien Deleigne      | Franciaország  | Horacio de la Vega, Sergio Salazar, Abdias Salazar              | Mexikó        | Jan Veder, Olivier Strangfield, Valeri Andrejev         | Németország       |
| 1999 Budapest       | Balogh Gábor            | Magyarország   | Balogh Gábor, Hanzély Ákos, Sárfalvi Péter                      | Magyarország  | Hanzély Ákos, Sárfalvi Péter, Balogh Gábor              | Magyarország      |
| 2000 Pesaro         | Andrejus Zadnieprovskis | Litvánia       | Chad Senior, James Gregory, Velizar Iliev                       | USA           | Velizar Iliev, Vahktang Jagorachvili, Chad Senior       | USA               |
| 2001 Millfield      | Balogh Gábor            | Magyarország   | Balogh Gábor, Horváth Viktor, Fülep Sándor                      | Magyarország  | Fülep Sándor, Horváth Viktor, Kállai Ákos               | Magyarország      |
| 2002 San Francisco  | Michal Sedlecky         | Csehország     | Balogh Gábor, Horváth Viktor, Fülep Sándor                      | Magyarország  | Eric Walther, Sebastian Dietz, Carsten Niederberger     | Németország       |
| 2003 Pesaro         | Eric Walther            | Németország    | Balogh Gábor, Horváth Viktor, Kállai Ákos                       | Magyarország  | Balogh Gábor, Horváth Viktor, Kállai Ákos               | Magyarország      |
| 2004 Moszkva        | Andrejus Zadnieprovskis | Litvánia       | Rusztem Szabirhuzin, Alekszej Lebegyinec, Andrej Mojszejev      | Oroszország   | Andrej Mojszejev, Alekszej Turkin, Dmitrij Galkin       | Oroszország       |
| 2005 Varsó          | Csien Csen-hua          | Kína           | Alekszej Turkin, Andrej Mojszejev, Rusztem Szabirhuzin          | Oroszország   | Kállai Ákos, Fülep Sándor, Horváth Viktor               | Magyarország      |
| 2006 Guatemalaváros | Edvinas Krungolcas      | Litvánia       | Edvinas Krungolcas, Andrejus Zadnieprovskis, Tadas Zemaitis     | Litvánia      | Kállai Ákos, Horváth Viktor, Fülep Sándor               | Magyarország      |
| 2007 Berlin         | Horváth Viktor          | Magyarország   | Steffen Gebhardt, Eric Walther, Sebastian Dietz                 | Németország   | Eric Walther, Sebastian Dietz, Steffen Gebhardt         | Németország       |
| 2008 Budapest       | Ilja Frolov             | Oroszország    | Ilja Frolov, Andrej Mojszejev, Alekszej Turkin                  | Oroszország   | Mihail Prokopenko, Igor Lapo, Dmitrij Meliah            | Fehéroroszország  |
| 2009 London         | Marosi Ádám             | Magyarország   | Marosi Ádám, Németh Róbert, Tibolya Péter                       | Magyarország  | David Svoboda, Ondrej Polivka                           | Csehország        |
| 2010 Csengdu        | Szergej Karjakin        | Oroszország    | Justanas Kinderis, Edvinas Krungolcas, Tomas Makarovas          | Litvánia      | Mihail Micik, Mihail Propkopenko, Dzmitrij Meliah       | Fehéroroszország  |
| 2011 Moszkva        | Andrej Moiszejev        | Oroszország    | Andrej Moiszejev, Alekszand Leszun, Szergej Karjakin            | Oroszország   | Marosi Ádám, Demeter Bence, Kasza Róbert                | Magyarország      |
| 2012 Róma           | Alekszander Lesun       | Oroszország    | Nicola Benedetti, Riccardo De Luca, Pierpaolo Petroni           | Olaszország   | Jung Jin-Hva, Hong Jin-Voo, Hvang Voo-Jin               | Dél-Korea         |
| 2013 Kaohsziung     | Justinas Kinderis       | Litvánia       | Jean Maxence Berrou, Christopher Patte, Valentin Prades         | Franciaország | Demeter Bence, Kasza Róbert, Marosi Ádám                | Magyarország      |
| 2014 Varsó          | Alekszander Lesun       | Oroszország    | Kasza Róbert, Demeter Bence, Marosi Ádám                        | Magyarország  | Valentin Belaud, Valentin Prades                        | Franciaország     |
| 2015 Berlin         | Pavlo Tyimoshchenko     | Ukrajna        | Lee Woo-jin, Jun Woong-tae, Jung Jin-Hva                        | Dél-Korea     | Marvin Faly Dogue, Alexander Nobis                      | Németország       |
| 2016 Moszkva        | Valentin Belaud         | Franciaország  | Amro El Geziry, Yasser Hefny, Omar El Geziry                    | Egyiptom      | Hvang Voo-Jin, Jun Woongtae                             | Dél-Korea         |
| 2017 Kairó          | Jung Jin-Hva            | Dél-Korea      | Ahmed Hamed, Yasser Hefny, Eslam Hamad, Sherif Rashad           | Egyiptom      | Hvang Voo-Jin, Jun Woongtae                             | Dél-Korea         |
| 2018 Mexikóváros    | James Cooke             | Nagy-Britannia | Valentin Prades, Valentin Belaud, Brice Loubet                  | Franciaország | Alexandre Henrard, Valentin Belaud                      | Franciaország     |
| 2019 Budapest       | Valentin Belaud         | Franciaország  | Dzsun Vungte, Ki Dzsihun, Dzsung Dzsinhva                       | Dél-Korea     | Alexander Nobis, Patrick Dogue                          | Németország       |
| 2021 Kairó          | Marosi Ádám             | Magyarország   | Marosi Ádám, Bereczki Richárd, Demeter Bence                    | Magyarország  | Alekszandr Lifanov, Makszim Kuznyecov                   | Oroszország       |
| 2022 Alexandria     | Joseph Choong           | Nagy-Britannia | Christopher Patte, Valentin Prades, Valentin Belaud             | Franciaország | Dzsun Vungte, Dzsung Dzsinhva                           | Dél-Korea         |
| 2023 Bath           | Joseph Choong           | Nagy-Britannia | Ahmed El-Gendy, Mohamed El-Gendy, Mohanad Shaban                | Egyiptom      | Ahmed Hamed, Moutaz Mohamed                             | Egyiptom          |
| 2024 Csengcsou      | Bőhm Csaba              | Magyarország   | Bőhm Csaba, Demeter Bence, Szép Balázs                          | Magyarország  | Dzsun Vungte, Szeo Csangvan                             | Dél-Korea         |

## Nők
| Év, helyszín        | Egyéni               | Egyéni           | Csapat                                                                 | Csapat           | Váltó                                                                | Váltó             |
| 1981 London         | Anne Ahlgren         | Svédország       | Wendy Norman, Sarah Parker, Kathy Tayler                               | Nagy-Britannia   | Nem rendezték meg                                                    | Nem rendezték meg |
| 1982 Compiegne      | Wendy Norman         | Nagy-Britannia   | Wendy Norman, Sarah Parker, Kathy Tayler                               | Nagy-Britannia   | Nem rendezték meg                                                    | Nem rendezték meg |
| 1983 Göteborg       | Lynn Chernobywy      | Kanada           | Sarah Parker, Teresa Purton, Victoria Sowarby                          | Nagy-Britannia   | Nem rendezték meg                                                    | Nem rendezték meg |
| 1984 Hörsholm       | Szvetlana Jakovleva  | Szovjetunió      | Szvetlana Jakovleva, Jelena Gorodkova, Tatjana Zsernyetszkaja          | Szovjetunió      | Nem rendezték meg                                                    | Nem rendezték meg |
| 1985 Montréal       | Barbara Kotowska     | Lengyelország    | Barbara Kotowska, Anna Bojan, Dorota Nowak                             | Lengyelország    | Nem rendezték meg                                                    | Nem rendezték meg |
| 1986 Montecatani    | Irina Kiszeljova     | Szovjetunió      | Sophie Moressée, Caroline Delemer, Nathalie Hugenschmitt               | Franciaország    | Nem rendezték meg                                                    | Nem rendezték meg |
| 1987 Bensheim       | Irina Kiszeljova     | Szovjetunió      | Irina Kiszeljova, Janna Gorlenko, Inna Suhavcova                       | Szovjetunió      | Nem rendezték meg                                                    | Nem rendezték meg |
| 1988 Varsó          | Dorota Odzi          | Lengyelország    | Dorota Idzi, Anna Sulima, Iwona Kowalewska                             | Lengyelország    | Nem rendezték meg                                                    | Nem rendezték meg |
| 1989 Bécsújhely     | Lori Norwood         | USA              | Dorota Idzi, Iwona Kowalewska, Anna Sulima                             | Lengyelország    | Nem rendezték meg                                                    | Nem rendezték meg |
| 1990 Linköping      | Eva Fjellerup        | Dánia            | Dorota Idzi, Iwona Kowalewska, Anna Sulima                             | Szovjetunió      | Nem rendezték meg                                                    | Nem rendezték meg |
| 1991 Sydney         | Eva Fjellerup        | Dánia            | Dorota Idzi, Iwona Kowalewska, Anna Sulima                             | Lengyelország    | Dorota Idzi, Iwona Kowalewska, Anna Sulima                           | Lengyelország     |
| 1992 Budapest       | Iwona Kowalewska     | Lengyelország    | Dorota Idzi, Iwona Kowalewska, Anna Sulima                             | Lengyelország    | Dorota Idzi, Iwona Kowalewska, Edyta Maloszyc                        | Lengyelország     |
| 1993 Darmstadt      | Eva Fjellerup        | Dánia            |                                                                        |                  | Tatjana Csernyetszkaja, Jelizaveta Szuvorova, Irina Krasznova        | Oroszország       |
| 1994 Sheffield      | Eva Fjellerup        | Dánia            | Federica Foghetti, Barbara Boccolari, Emanuela Gabella                 | Olaszország      | Dorota Idzi, Iwona Kowalewska, Anna Sulima                           | Lengyelország     |
| 1995 Bázel          | Kerstin Danielson    | Svédország       | Dorota Idzi, Iwona Kowalewska, Anna Sulima                             | Lengyelország    | Dorota Idzi, Iwona Kowalewska, Edyta Maloszyc                        | Lengyelország     |
| 1996 Siena          | Zhanna Shubenok      | Fehéroroszország | Paulina Boenisz, Dorota Idzi, Anna Sulima                              | Lengyelország    | Dorota Idzi, Iwona Kowalewska, Edyta Maloszyc                        | Lengyelország     |
| 1997 Moszkva        | Jelizaveta Szuvorova | Oroszország      | Fabiana Fares, Emanuela Gabella, Federica Foghetti                     | Olaszország      | Federica Foghetti, Emanuela Gabella, Antionetta Giongo               | Olaszország       |
| 1998 Mexikóváros    | Jelizaveta Szuvorova | Oroszország      | Paulina Boenisz, Dorota Idzi, Anna Sulima                              | Lengyelország    | Iwona Kowalewska, Dorota Idzi, Anna Sulima                           | Lengyelország     |
| 1999 Budapest       | Vörös Zsuzsanna      | Magyarország     | Jelizaveta Szuvorova, Marina Kolonyina, Tatjana Muratova               | Oroszország      | Stephanie Cook, Georgna Harland, Sian Lewis                          | Nagy-Britannia    |
| 2000 Pesaro         | Pernille Svarre      | Dánia            | Dorota Idzi, Paulina Boenisz, Anna Sulima                              | Lengyelország    | Máthé Vivien, Simóka Bea, Vörös Zsuzsanna                            | Magyarország      |
| 2001 Millfield      | Stephanie Cook       | Nagy-Britannia   | Sian Lewis, Kate Allenby, Stephanie Cook                               | Nagy-Britannia   | Kate Allenby, Stephanie Cook, Georgina Harland                       | Nagy-Britannia    |
| 2002 San Francisco  | Simóka Bea           | Magyarország     | Simóka Bea, Vörös Zsuzsanna, Füri Csilla                               | Magyarország     | Lucie Grolichová, Alexandra Kalinovska, Olga Vozenilková             | Csehország        |
| 2003 Pesaro         | Vörös Zsuzsanna      | Magyarország     | Sian Lewis, Kate Allenby, Georgina Harland                             | Nagy-Britannia   | Füri Csilla, Simóka Bea, Vörös Zsuzsanna                             | Magyarország      |
| 2004 Moszkva        | Vörös Zsuzsanna      | Magyarország     | Kate Allenby, Georgina Harland, Joanna Clark                           | Nagy-Britannia   | Paulina Boenisz, Marta Dziadura, Magdalena Sedziak                   | Lengyelország     |
| 2005 Varsó          | Claudia Corsini      | Olaszország      | Ljudmila Szirotkina, Tatjana Muratova, Jevdokija Grecsisnyikova        | Oroszország      | Kim Raisner, Lena Schöneborn, Elena Reiche                           | Németország       |
| 2006 Guatemalaváros | Marta Dziadura       | Lengyelország    | Marta Dziadura, Paulina Boenisz, Sylwia Czwojdzinska                   | Lengyelország    | Paulina Boenisz, Marta Dziadura, Edita Maloszyc                      | Lengyelország     |
| 2007 Berlin         | Amélie Cazé          | Franciaország    | Ganna Arhipenka, Anasztaszija Szamuszevics, Tatjana Mazurkevics        | Fehéroroszország | Katie Livingston, Mhairi Spence, Lindsey Weedon                      | Nagy-Britannia    |
| 2008 Budapest       | Amélie Cazé          | Franciaország    | Edita Maloszyc, Paulina Boenisz, Sylvia Czwojdzinska                   | Lengyelország    | Tóth Adrienn, Gyenesei Leila, Kovács Sarolta                         | Magyarország      |
| 2009 London         | Csen Csien           | Kína             | Lena Schöneborn, Eva Trautmann, Janine Kohlmann                        | Németország      | Lucia Grolichová, Natalie Dianová                                    | Csehország        |
| 2010 Csengdu        | Amélie Cazé          | Franciaország    | Amélie Cazé, Elfie Arnaud, Anais Eudes                                 | Franciaország    | Polina Sztruhtkova, Jevdokija Grecsihnyikova, Jekatyerina Huraszkina | Oroszország       |
| 2011 Moszkva        | Viktorija Terescsuk  | Ukrajna          | Lena Schöneborn, Annika Schleu, Eva Trautmann                          | Németország      | Gyenesei Leila, Kovács Sarolta, Tóth Adrienn                         | Magyarország      |
| 2012 Róma           | Mhairi Spence        | Nagy-Britannia   | Mhairi Spence, Samantha Murray, Heather Fell                           | Nagy-Britannia   | Lena Schöneborn, Janine Kohlmann, Annika Schleu                      | Németország       |
| 2013 Kaohsziung     | Laura Asadauskaite   | Litvánia         | Kate French, Samantha Murray, Mhairi Spence                            | Nagy-Britannia   | Ganna Buriak, Iryna Khokhlova, Victoria Tereshuk                     | Ukrajna           |
| 2014 Varsó          | Samantha Murray      | Nagy-Britannia   | Qian Chen, Wanxia Liang, Wei Wang                                      | Kína             | Qian Chen, Wanxia Liang                                              | Kína              |
| 2015 Berlin         | Lena Schöneborn      | Németország      | Anna Maliszewska, Aleksandra Skarzynska, Oktawia Nowacka               | Lengyelország    | Qian Chen, Wanxia Liang                                              | Kína              |
| 2016 Moszkva        | Kovács Sarolta       | Magyarország     | Alekszejev Tamara, Földházi Zsófia, Kovács Sarolta                     | Magyarország     | Annika Schleu, Lena Schöneborn                                       | Németország       |
| 2017 Kairó          | Gulnaz Gubaydullina  | Oroszország      | Alexandra Bettinellil, Ronja Steinborn, Lena Schöneborn, Annika Schleu | Németország      | Annika Schleu, Lena Schöneborn                                       | Németország       |

## Vegyes váltó
| Év, helyszín    | Vegyes váltó                               | Vegyes váltó  |
| 2010 Csengdu    | Sylvia Czwojdzinska, Remigiusz Golis       | Lengyelország |
| 2011 Moszkva    | Viktorija Terescsuk, Dmitro Kripuljanszkij | Ukrajna       |
| 2012 Róma       | Hanna Buriak, Oleksandr Mordasov           | Ukrajna       |
| 2013 Kaohsziung | Elodie Clouvel, Valentin Belaud            | Franciaország |
| 2014 Varsó      | Justinas Kinderis, Laura Asadauskaite      | Litvánia      |
| 2015 Berlin     | Jan Kuf, Natalie Dianova                   | Csehország    |
| 2016 Moszkva    | Aleksander Lesun, Donata Rimšaitė          | Oroszország   |
| 2017 Kairó      | Ronja Steinborn, Alexander Nobis           | Németország   |